# ستانتون واربورتون
ستانتون واربورتون (بالإنجليزية: Stanton Warburton)‏ هو محامي وسياسي أمريكي، ولد في 13 أبريل 1865 في مقاطعة سوليفان في الولايات المتحدة، وتوفي في 24 ديسمبر 1926 في بوسطن في الولايات المتحدة. حزبياً، نشط في الحزب الجمهوري. وقد انتخب عضو مجلس النواب الأمريكي.